# Sixto V
Sixto V (Grottammare, 13 de diciembre de 1521-Roma, 27 de agosto de 1590) fue el papa 227.º de la Iglesia católica entre 1585 a 1590. Procedente de una familia humilde, ingresó siendo muchacho en la orden franciscana y nunca dejó de ser fraile piadoso y severo. Fue un predicador de fama, esforzado y celoso promotor de la reforma de la vida religiosa de la Iglesia, llegó a ser vicario general de la orden y cardenal. Elegido papa (1585) tras la muerte de Gregorio XIII, rigió la Iglesia durante cinco años, desarrollando durante ese breve periodo una intensa y enérgica labor en el ejercicio de restaurar la Iglesia católica.

## Orígenes y formación
Félix Peretti (en italiano Felice Peretti) nació en Grottammare, un pequeño pueblo de pescadores en el sur de Las Marcas, entonces bajo la jurisdicción de Fermo. Pertenecía a una familia dálmata que a mediados del siglo anterior había huido a Italia de los turcos que asolaban Iliria. Su padre, Peretto de Montalto, se había refugiado en Grottammare para escapar de la opresión del duque de Urbino, encontrando trabajo como jardinero. Aquí conoció a Mariana, quien estaba al servicio de Ludovico De Vecchis (una familia noble originaria de Fermo), y se casó con ella. Dados estos orígenes humildes, sus enemigos le echaron en cara el haber sido porquero de niño.
Félix ingresó con tan solo nueve años en el monasterio franciscano de Montalto donde inició sus estudios de primeras letras que completaría en las universidades de Ferrara y Bolonia, y obtuvo el grado de doctor en teología en 1548. 

## Carrera eclesiástica
Fue ordenado presbítero en 1547. Hacia 1552 tras ganar reputación como hábil dialéctico y predicador, llamó la atención de dos futuros papas, los cardenales Ghislieri (Pío V) y Caraffa (Paulo IV) lo que le supuso iniciar su carrera eclesiástica siendo enviado en 1557 a Venecia como inquisidor general de la ciudad, donde destacó por su severidad hasta tal punto que los venecianos reclamaron su deposición en 1560.
De nuevo en Roma y tras un breve periodo como procurador general de los franciscanos, fue enviado a España en 1565 formando parte de la legación apostólica que, encabezada por el cardenal Buoncompagni, futuro papa Gregorio XIII, intervino en el proceso abierto contra el cardenal de Toledo, Bartolomé Carranza. La violenta antipatía que surgió entre estos dos futuros papas marcaría el futuro de Felice Peretti. Con la entronización de Pío V retornó a Roma y en 1566 fue nombrado vicario general de los franciscanos y obispo de Santa Águeda. En 1570 fue nombrado cardenal, le asignaron el título de San Jerónimo de los Croatas y en 1571 el papa le trasladó de Santa Águeda a Fermo, al que renunció en el verano de 1577.
El ascenso al papado de Gregorio XIII supuso su retiro de la vida pública para dedicarse al estudio y divulgación de los trabajos de san Ambrosio. Este retiro voluntario contribuyó en gran medida a que, al morir Gregorio en 1585, resultara elegido como su sucesor en el solio pontificio.

## Pontificado

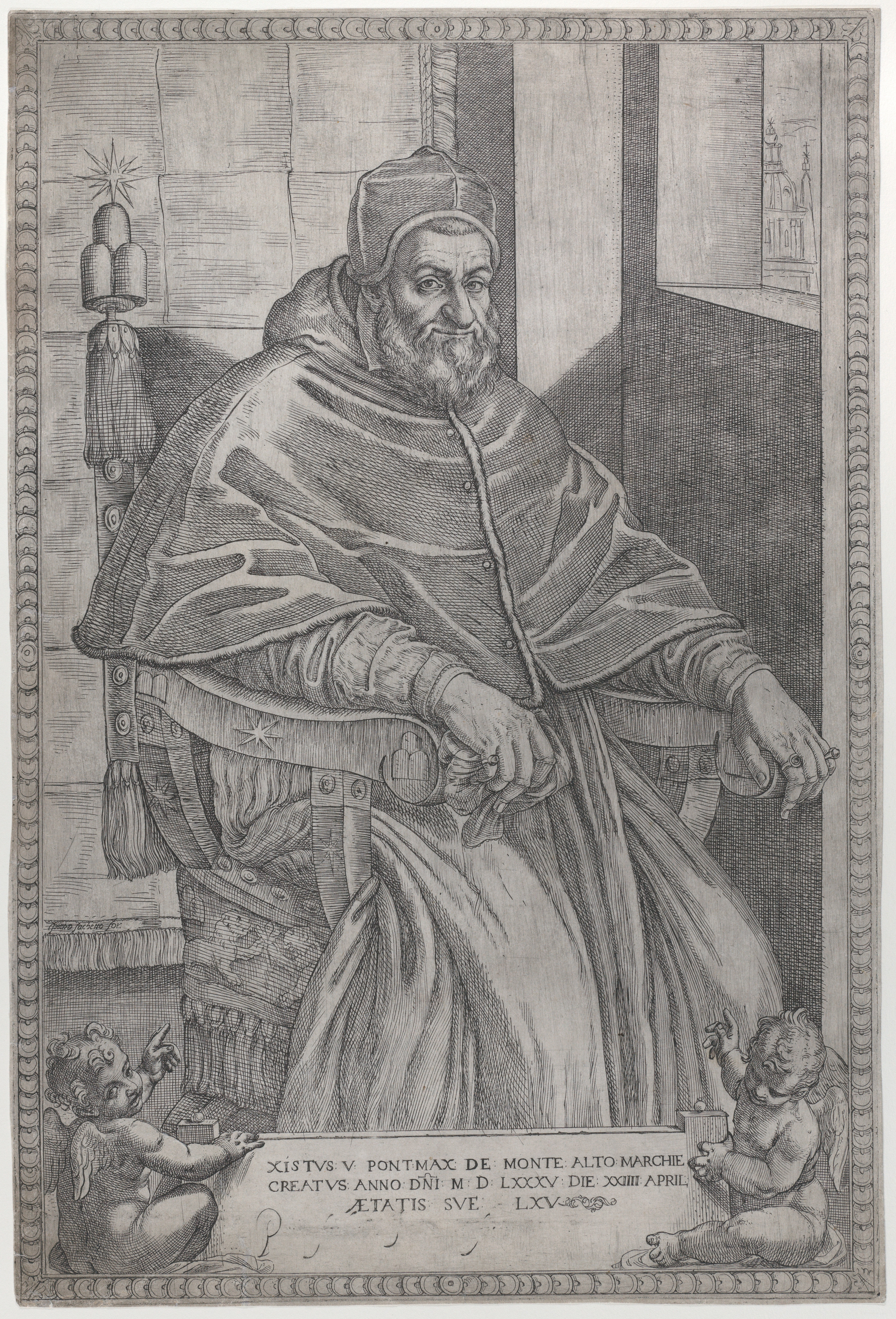
Sixto V, litografía de Pietro Facchetti (1585, Museo Metropolitano de Arte de Nueva York)

El cardenal Peretti fue elegido papa por unanimidad en el cónclave el 24 de abril de 1585, y tomó el nombre de Sixto V, en honor a Sixto IV, franciscano al igual que él. Numerosos fueron los problemas que el difunto Gregorio XIII había legado a su sucesor, entre los que destacaban los problemas de orden público y su enfrentamiento con la reina inglesa Isabel I. Todos ellos fueron afrontados por el papa con decisión y autoridad. 

### Reforma de la Iglesia
El objetivo principal del papa Sixto V fue reformar la Iglesia, reorganizar su gobierno y aplicar con rigor los decretos del Concilio de Trento trayendo un renovado clima de moralidad entre obispos y prelados.
Inició su pontificado con una investigación judicial contra el cardenal Matteo Contarelli -fallecido el 28 de noviembre de 1585- que presidió la Dataría apostólica durante el pontificado de Gregorio XIII y que fue acusado de simonía.
Como nuevo jefe de la dataría, el papa eligió a Ippolito Aldobrandini, futuro papa Clemente VIII, que ejercía como auditor de la Rota. Los representantes del datario recibieron serias amonestaciones, pues Sixto V quería que como servidores suyos diesen el ejemplo.
Por una constitución apostólica de 5 de enero de 1589 mandóse a los obispos so graves penas evitar toda clase de simonía y otra clase de irregularidades en la colación de las órdenes sagradas. Las disposiciones canónicas contra la ilegitimidad las había renovado Sixto V el 26 de noviembre de 1587 y fueron agravadas el 21 de octubre de 1588; y mantúvose riguroso en su cumplimento.
El papa instaba a la observancia del decreto tridentino tocante a la residencia de los obispos, cardenales y párrocos. Mediante un breve apostólico introdujo penas mayores a las decretadas en el Concilio de Trento contra los quebrantadores del decreto de residencia de los eclesiásticos.
Emprendió la reforma de las órdenes religiosas que existían en los países europeos oficialmente católicos y que habían relajado su disciplina. 
El papa encargó a visitadores apostólicos la reforma de las órdenes religiosas en las ciudades italianas de Salerno, Terracina, Nápoles, Ferrara. En el reino de Portugal, en las ciudad italiana de Milán y las españolas de Calahorra y Palencia el papa ordenó a los obispos realizar la reforma de las órdenes religiosas.
El 20 de diciembre de 1585 publicó la constitución apostólica Romanus pontifex que impuso a los obispos Ia obligación de Ia visita romana Ad limina Apostolorum cada cuatro años con objeto de informar al papa del estado de su diócesis.

#### Reforma del Clero de Roma
Sixto V dirigió en persona la reforma de la diócesis de Roma -de la que era obispo- y de las órdenes religiosas establecidas en ella.
El 29 de julio de 1585 se confió la visita pastoral de todas las iglesias y colegios de Roma a dos obispos. En la visita los obispos tenían la obligación de conocer la idoneidad de los clérigos para sus funciones religiosas.
En mayo de 1586 se realizó la visita pastoral de los monasterios y conventos religiosos de Roma y se dictaron rígidas medidas disciplinarias para mejorar la disciplina de los religiosos -en especial en la clausura monástica-.

#### Reforma de las costumbres de los ciudadanos romanos
Sixto V preocupado por el estado moral de los civiles en la capital del catolicismo (Roma) emitió severas penas intentado restaurar la disciplina de la ciudad, como lo había realizado su predecesor Pío V.
Se decretaron penas draconianas destinadas a eliminar el juego-apuestas, el creciente lujo, la blasfemia, la adivinación, imágenes escandalosas, noticias falsas, inmoralidad sexual, adulterio, aborto, profanación del domingo, excesos del carnaval, rufianería y prostitución.

#### Reorganización de las congregaciones
Para hacer frente a los problemas religiosos y políticos y poder modernizar Roma debió modificar la Curia Romana y así, el 22 de enero de 1588, publicó la constitución apostólica Immensa Aeterni Dei, con la que reorganizó la Curia Romana, estableciendo en quince el número de congregaciones permanentes de cardenales, asignando a cada una competencias determinadas: diez eran para el gobierno de la Iglesia Universal y cinco para la administración del Estado Papal. Culminaba así «el proceso iniciado por Paulo III, quien, en su primer consistorio, manifestó que antes de la celebración de un concilio debía reformarse el colegio cardenalicio y la Curia Romana», aunque en la práctica las reformas que llegó a realizar antes del Concilio fueron reducidas.
El 3 de diciembre de 1586, Sixto V publicó la constitución apostólica Postquam verus ille, con la que reformó el Colegio de Cardenales. El documento limitaba el número de cardenales a setenta miembros y estableció normas disciplinares rígidas a los cardenales.

#### Su Biblia
Durante su pontificado, cumpliendo lo establecido por el decreto aprobado por el Concilio de Trento en la cuarta sesión, el 8 de abril de 1546, Sixto V ordenó continuar los trabajos para revisar la Vulgata preparada por Jerónimo; la tarea fue publicada en el último año de vida del papa (1590); el texto de la Vulgata sixtina era mejorable, y esa tarea fue continuada bajo el pontificado de Clemente VIII, pero el hecho de que esta nueva edición se conozca como sixto-clementina pone de manifiesto la importancia del trabajo realizado bajo su pontificado.

### El orden público y económico
El nuevo papa, hombre curtido en los tribunales de la inquisición, era el indicado para enfrentarse al bandidaje instituido en el que había quedado sumida la península italiana a la muerte de su predecesor Gregorio XIII. En su primer consistorio, el 10 de mayo de 1585, «hizo observar que a dos cosas quería dirigir su atención como soberano: a administrar justicia y a proveer largamente de víveres a sus vasallos. Dijo que para la ejecución de sus intentos esperaba la asistencia de Dios, caso de que fallasen los medios humanos».
Medios que había empezado a poner incluso antes de su coronación, mostrándose inflexible en el cumplimiento de las leyes. Sirviéndose del cardenal Colonna, hizo perseguir a cuantas cuadrillas de malhechores atacaban campos y ciudades; pronto el puente de Sant'Angelo se convirtió en una nutrida exposición de cabezas dotada de un enorme poder disuasorio.
Sixto V preocupado de la seguridad marítima de sus estados amenazados por la piratería berberisca cuyo objetivo era impedir el comercio, robar poblaciones costeras y arrastrar a los católicos a la esclavitud decidió crear una flota naval especial cuya base se encontraría en la ciudad de Civitavecchia.
El papa llevó también el orden a las finanzas de los Estados Pontificios, de modo que pese a los gastos que supuso su intensa actividad constructora, «creó un fondo o tesoro especial como garantía y recurso para los casos de extrema necesidad».

### Fomento de las misiones en el Extremo Oriente
Sixto V creó el 19 de febrero de 1588, un obispado para las islas del Japón con sede en Funai con el fin de dotar al país de una jerarquía propia. Otorgó para las iglesias del Japón hermosos ornamentos y reliquias, aumentó la subvención anual para los colegios jesuitas japoneses que Gregorio XIII había concedido.
Su pontificado comprende el inicio de las persecuciones contra el catolicismo en las islas del Japón recién evangelizadas por la Compañía de Jesús.
En 1587 se dictó el primer edicto de persecución contra los misioneros a instancia del bonzo Nichijoshonin. Se destruyeron las iglesias y los misioneros fueron obligados a salir del país, pero lograron quedarse en la islas, en gran medida por la falta de cumplimiento del edicto de expulsión por parte del autoridades.
Las islas de las Filipinas fueron elevadas al rango de provincia eclesiástica por Sixto V.

### Política internacional
El cardenal Peretti estaba unido por tradición a la política del Rey de España, pero descontento de la dirección que le había imprimido Felipe II, como Papa veía necesario equilibrar el poder de España con el de Francia, para asegurar una mayor libertad a la Iglesia. Pero la situación francesa no se presentaba sencilla: ante el avance de los hugonotes (calvinistas), que pretendían que Enrique de Navarra ocupara el trono francés, había reaccionado la Liga Católica, apoyada por España; pero otros católicos no veían con buenos ojos la intervención española y parecían dispuestos a apoyar como rey al de Navarra. Sixto V siguió durante un tiempo una política vacilante, pero al fin se inclinó por las pretensiones de Enrique de Navarra, cuya conversión desde el calvinismo al catolicismo favoreció y preparó. 
El papa aspiraba al restablecimiento del catolicismo en Inglaterra y admiraba la capacidad de gobierno de la reina Isabel, confiando durante algún tiempo en su conversión pero, eliminada esa posibilidad, apoyó la invasión prevista por Felipe II, aunque el fracaso de la Armada Invencible hizo que Sixto V abandonase ese objetivo. Algo similar sucedió respecto al peligro turco: dio ayuda económica a Esteban Bathory, rey de Polonia, pero a su muerte en 1587, cerró ese camino.

### Embellecimiento de Roma
La Roma medieval había quedado devastada. El periodo que transcurre desde el traslado de los papas a Aviñón en 1309 hasta el fin del Cisma de Occidente, con la elección de Martín V en 1417, fue una época de desórdenes incontrolados en Roma con su lógica repercusión en la conservación de las construcciones de la ciudad.
Una vez restablecido el papel exclusivo de Roma como sede pontificia, se inició un plan para recuperar el prestigio perdido de la ciudad. La mayoría de los papas que sucedieron a Martín V estaban decididos a aumentar el prestigio de la Iglesia por medio de la magnificencia de una nueva Roma, querían hacer resurgir la grandeza que un día tuvo; planes de recuperación de Roma que fueron relanzados con el espíritu de la Contrarreforma.
La transformación de la ciudad comenzó fuera del núcleo medieval, en el Borgo Nuovo, la zona que conectaba el Vaticano con el Castillo de Sant'Angelo. Este castillo servía a los papas como cámara del tesoro, prisión y lugar de refugio en tiempos de invasiones o revueltas. Su posición dominante es obvia en el plano de Giovanni Battista Falda, que muestra también las calles paralelas renacentistas del Borgo Nuovo.
El núcleo medieval de Roma era un barrio enclavado en un recodo del Tíber enfrente del Castillo de Sant'Angelo, conocido por su mal clima, razón por la cual se lo había dejado desocupado durante todo el período del antiguo Imperio Romano. La Roma medieval se había extendido a partir de ese centro de un modo lento y caótico en dirección al Capitolio y al teatro de Marcelo, situado cerca del Tíber.
En el momento en que Sixto V accedió al pontificado las obras ya estaban en marcha en el Acqua Felice y la Strada Felice, enlazando Santa Croce in Gerusalemme con Santa Trinità dei Monti, tarea a la que se dio término durante el primer año de su pontificado, dando a esas dos obras su nombre de pila (Félix). A él se debe el nombre de esas dos obras; el obelisco, que más tarde se levantó frente a San Pedro fue transportado hasta su emplazamiento; y se puso a unos 2000 obreros a trabajar en los drenajes de las marismas del Pontino. Pero Sixto V aportó muchas de las ideas que proporcionaron la forma final de la Roma renacentista y aun barroca. No extraña que, ya en su época se le diese el título de Restaurator urbis.
Sixto V llevó a cabo un amplio programa de obras -no solo arquitectónicas, sino también urbanísticas- empleando en esta tarea al arquitecto Doménico Fontana. Su programa se basaba en 3 objetivos prioritarios: primero, repoblar las colinas de Roma; segundo, integrar en un único sistema de calles principales las diversas obras realizadas por sus predecesores enlazando las iglesias más importantes y otros puntos clave de la ciudad; por último, crear una ciudad estética que supusiera la superación de la frecuente configuración de calles y espacios públicos como resultado de la agregación de edificios dispares. «En su edicto papal de 1480, el Restaurator urbis ordenaba que se eliminasen los salientes de los edificios y las obstrucciones de las calles. Este fue el hecho más importante para mejorar las condiciones urbanas de la ciudad».
Consciente, además, de los inmensos problemas urbanísticos de Roma y de sus propias limitaciones de tiempo, Sixto V ideó un método único para trazar los principales ejes que guiarían en el futuro la reconstrucción; para ello situó obeliscos en los puntos donde, en siglos venideros, habían de urbanizarse las plazas más importantes.
Otro de los planes de Sixto V fue unir las estaciones de peregrinación; se logró ir de San Juan de Letran a Santa Maria la Mayor, terminando la via Merulana, al coliseo y a San Pablo Extramuros. La Via Panisperna permitió ir de Santa Maria la Mayor a San Lorenzo Extramuros. Por una calle en línea recta de 3300 metros, La estrada Felice, se logró ir desde la Santa Cruz de Jerusalén a la Trinita dei Monti, e incluso si se hubiese prolongado, hasta la piazza del Popolo.

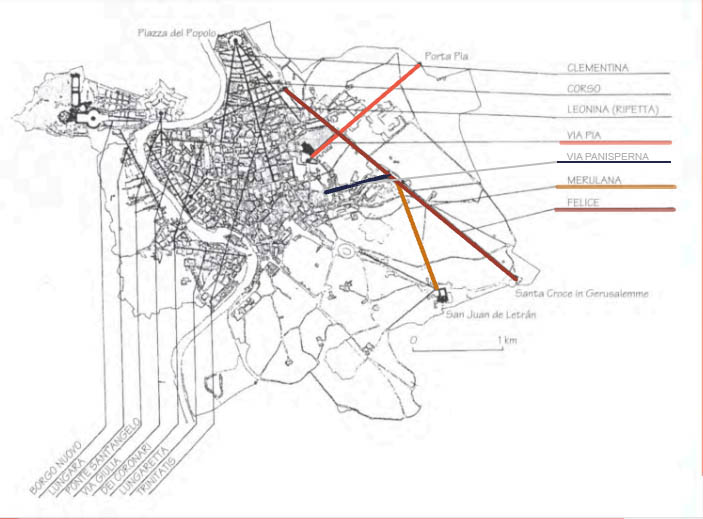
Mapa de los trazados de Sixto V en la ciudad de Roma

Estas intervenciones dan muestra de en lo que querían convertir a Roma con sus cerca de 100 000 habitantes: una capital y una ciudad internacional, punto de referencia indispensable en el mundo moderno.
Durante su pontificado, Sixto V hizo construir, finalizó o reparó un gran número de grandes monumentos y edificios en la ciudad de Roma. Entre las obras de arquitectura realizadas en su pontificado cabe destacar la construcción de la Capilla Sixtina de Santa María la Mayor, la finalización del Palacio del Quirinal, las modificaciones del Palacio de Letrán, la terminación de la cúpula de la Basílica de San Pedro, la restauración del acueducto de Septimio Severo. En la pieza clave de la cúpula de San Pedro hizo escribir: "Para la gloria de San Pedro, Sixto V, papa, en 1590 y el quinto año de su pontificado".
En su demérito se arguye su poco aprecio por las obras de la Roma clásica, lo que le llevó a usar muchas de ellas como material de construcción; sin embargo se ha hecho notar que la utilización del material de construcciones en ruina o con peligro de ruina era habitual también entre los arquitectos de la época, en este sentido se debe tener en cuenta que "Bramante o Fontana no creían estar haciendo ningún mal si destruían restos de la Antigüedad". El papa encargó la restauración de las columnas de Trajano y Marco Aurelio, estos trabajos se completaron en 1587 situando sobre la columna trajana una estatua de san Pedro y sobre la aureliana, de san Pablo; se trataba de remarcar el papel de estos apóstoles como «gloriosos príncipes de la tierra [...] lámparas o faros de la fe, columnas de la Iglesia».
Si bien otros papas habían restablecido el suministro de agua en las partes bajas de la ciudad, no habían podido hacer lo mismo en los barrios altos. Para llevar el agua a las colinas del Quirinal, Viminal y Esquilino, Sixto V construyó el Acqua Felice entre 1585 y 1589 (denominado así pues el nombre de Sixto V era Felice Peretti). Este acueducto se hizo incorporando partes de los antiguos acueductos romanos, Acqua Marcia y Acqua Claudia; su longitud era de unos 25 kilómetros y a causa del desnivel bien delimitado entre su origen y su punto de destino supuso la realización de 11 kilómetros de acueducto elevado y otros tantos en túneles. Suministraba más de 18 000 metros cúbicos por día.
En cuanto a las condiciones ambientales, además de aumentar el suministro de agua potable, creó un servicio de carros de basura para la recogida periódica de residuos domésticos; perfeccionó el sistema de alcantarillado y construyó lavaderos públicos. Si bien su programa de inversión pública proporcionó trabajo a miles de personas, no consiguió resolver el problema de desempleo crónico que padecía Roma. En el último año de su pontificado emprendió un ambicioso plan –que no se llegó a iniciar– de convertir el Coliseo en una hilandería de lana, con talleres en planta baja y alojamientos para los obreros en las plantas superiores.

### Plan urbanístico de Sixto V (1585-1590)
Este plan tenía como objetivo transformar la ciudad en una capital cristiana digna de ser la sede de la Iglesia Católica, conectando  grandes puntos religiosos y mejorando la circulación, en una ciudad que había crecido de manera desordenada a lo largo del tiempo. Se buscaba embellecer la ciudad y crear nuevos puntos de referencia religiosos, como también mejorar el sistema vial y de infraestructura 
Principales objetivos y fundamentos del plan:
- La organización del espacio religioso: El plan estaba centrado en la unificación y revalorización de los principales centros de peregrinación de Roma. El papa Sixto V quería que los peregrinos pudieran moverse entre las grandes basílicas y monumentos de la ciudad, conectándolos mediante avenidas directas.

- La mejora en la movilidad: En esa época, Roma parecía un laberinto de calles angostas y desorganizadas. Esto dificultaba el tránsito de las personas y la mercadería. Como solución, Sixto V propuso abrir amplias avenidas que conectaran los principales puntos de la ciudad.

- El desarrollo de infraestructuras modernas: Sixto V promovió la modernización de la ciudad en términos de infraestructura, construyendo acueductos y fuentes que no solo hacían de Roma una ciudad más linda, sino que mejoraba la provisión de agua para sus habitantes. En este caso, lo que hizo fue restaurar el Acueducto Aqua Alexandria, abandonado hacía siglos.

### Medidas sobre los judíos
Con la Bula Christiana pietas (1586), Sixto V abolió parte de las disposiciones contenidas en las Gens Hebraeorum de Pío V (1569), considerándolas demasiado punitivas. Permitió a los judíos vivir en las ciudades y en los centros principales, permitió el ejercicio del comercio (excluyendo el trigo y otros alimentos), abolió el uso de la rueda amarilla y permitió que los médicos judíos trataran a los cristianos. Los judíos pudieron volver a vivir en Roma sin obligación de residir en el gueto.

### Canonizaciones
- Sixto V canonizó a San Hermenegildo (1585) por petición del rey Felipe II de España.[20]

- Proclamó santo al español Diego de Alcalá (13 de noviembre de 1588).

- Beatificó a Simonino di Trento (1588).[21]

- Proclamó a San Buenaventura de Fidanza doctor de la Iglesia (Bula Triumphantis Hierusalem de 1588).[22][23]

## Fallecimiento
Sixto V murió de malaria en la tarde del 27 de agosto de 1590 en el palacio del Quirinal. Fue enterrado en la capilla construida por él mismo en la Basílica de Santa María la Mayor (Santa Maria Maggiore); su corazón se conserva en la Iglesia de los Santos Vicente y Anastasio en Trevi, en Piazza Trevi.